# Außenministerium (Irland)
An Roinn Gnóthaí Eachtracha agus Trádála (irisch) oder Department of Foreign Affairs and Trade (englisch) ist eines der Ressorts der Irischen Regierung und somit das Außenministerium Irlands. Seit 2011 ist es nicht nur für die Beziehungen zwischen der Republik Irland und anderen Staaten und für die Vertretung der Interessen Irlands in der Europäischen Union, sondern auch für den Außenhandel und die Entwicklungshilfe des Landes. Geleitet wird es vom Außenminister, dem zwei Staatsminister unterstehen. Das Amt des Außenministers ist traditionell eines der angesehensten in der irischen Regierung.

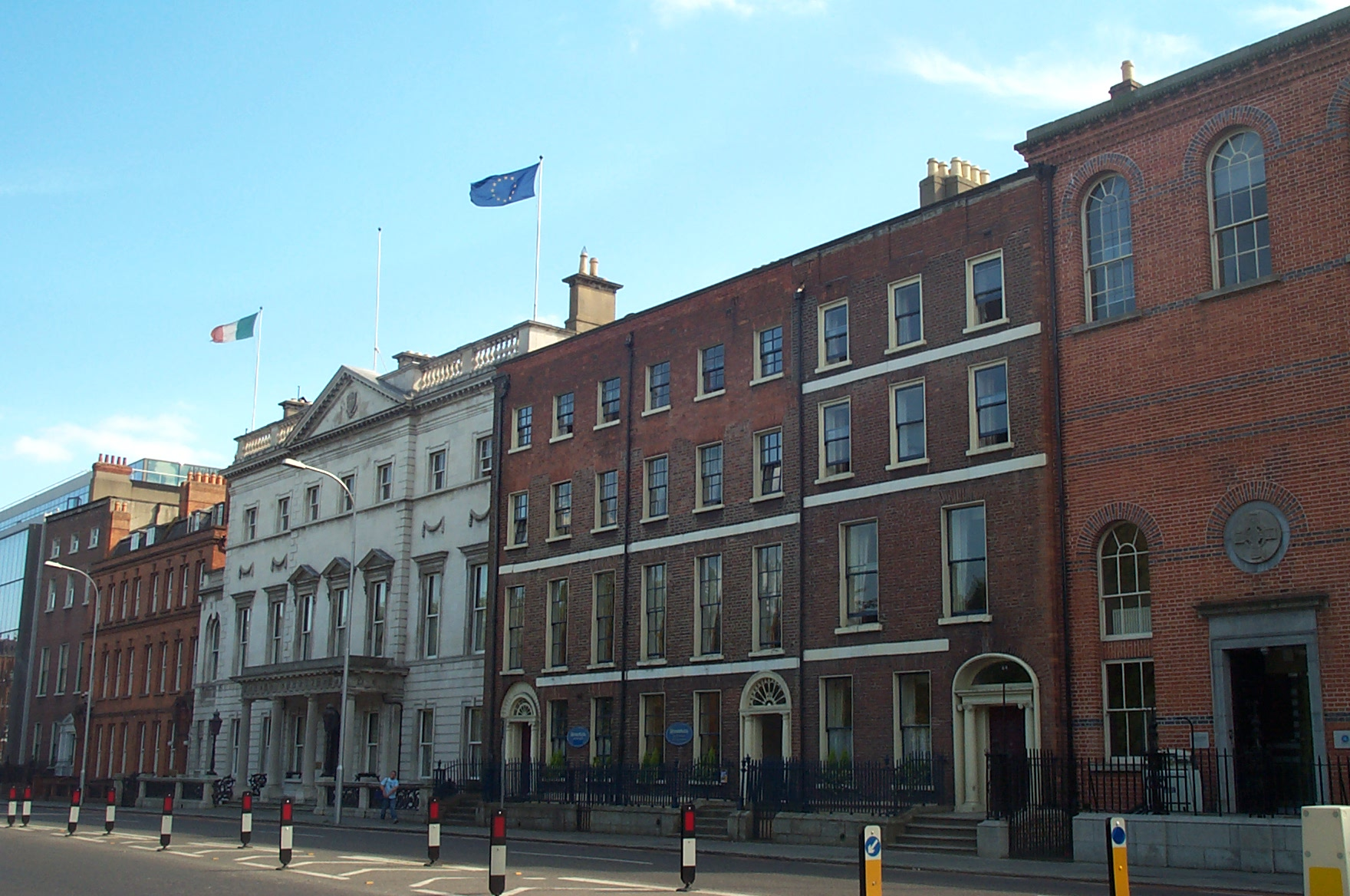
Iveagh House, Sitz des irischen Außenministeriums

Das Ministerium hat seinen Sitz am Park St. Stephen’s Green am Rande des Zentrums der Hauptstadt Dublin. Außenminister ist seit 2025 Simon Harris.

## Liste der irischen Außenminister
- 1919–1921: George Noble Plunkett
- 1921–1922: Arthur Griffith
- 1922: George Gavan Duffy
- 1922: Arthur Griffith
- 1922: Michael Hayes
- 1922–1927: Desmond FitzGerald
- 1927: Kevin O’Higgins
- 1927–1932: Patrick McGilligan
- 1932–1948: Éamon de Valera
- 1948–1951: Seán MacBride
- 1951–1954: Frank Aiken
- 1954–1957: Liam Cosgrave
- 1957–1969: Frank Aiken
- 1969–1973: Patrick Hillery
- 1973: Brian Lenihan
- 1973–1977: Garret FitzGerald
- 1977–1979: Michael O’Kennedy
- 1979–1981: Brian Lenihan
- 1981: John M. Kelly
- 1981–1982: James Dooge
- 1982: Gerard Collins
- 1982–1987: Peter Barry
- 1987–1989: Brian Lenihan
- 1989–1992: Gerard Collins
- 1992–1993: David Andrews
- 1993–1997: Dick Spring
- 1997: Ray Burke
- 1997–2000: David Andrews
- 2000–2004: Brian Cowen
- 2004–2008: Dermot Ahern
- 2008–2011: Micheál Martin
- 2011–2014: Eamon Gilmore
- 2014–2017: Charlie Flanagan
- 2017–2022: Simon Coveney
- 2022–2025: Micheál Martin
- seit 2025: Simon Harris

Koordinaten: 53° 20′ 11,4″ N, 6° 15′ 33,8″ W